# Rock 'n' Sock Connection
Palmarès
Champion par équipe de la WWF (3 fois)
Rock 'N' Sock Connection est une ancienne équipe de catch du Championnat par équipe de la WWF composée de The Rock et Mick Foley entre 1999 et 2000 et brièvement en 2004. En tant qu'équipe, ils ont détenu le titre de Champion par équipe de la WWF à trois reprises.

## Histoire

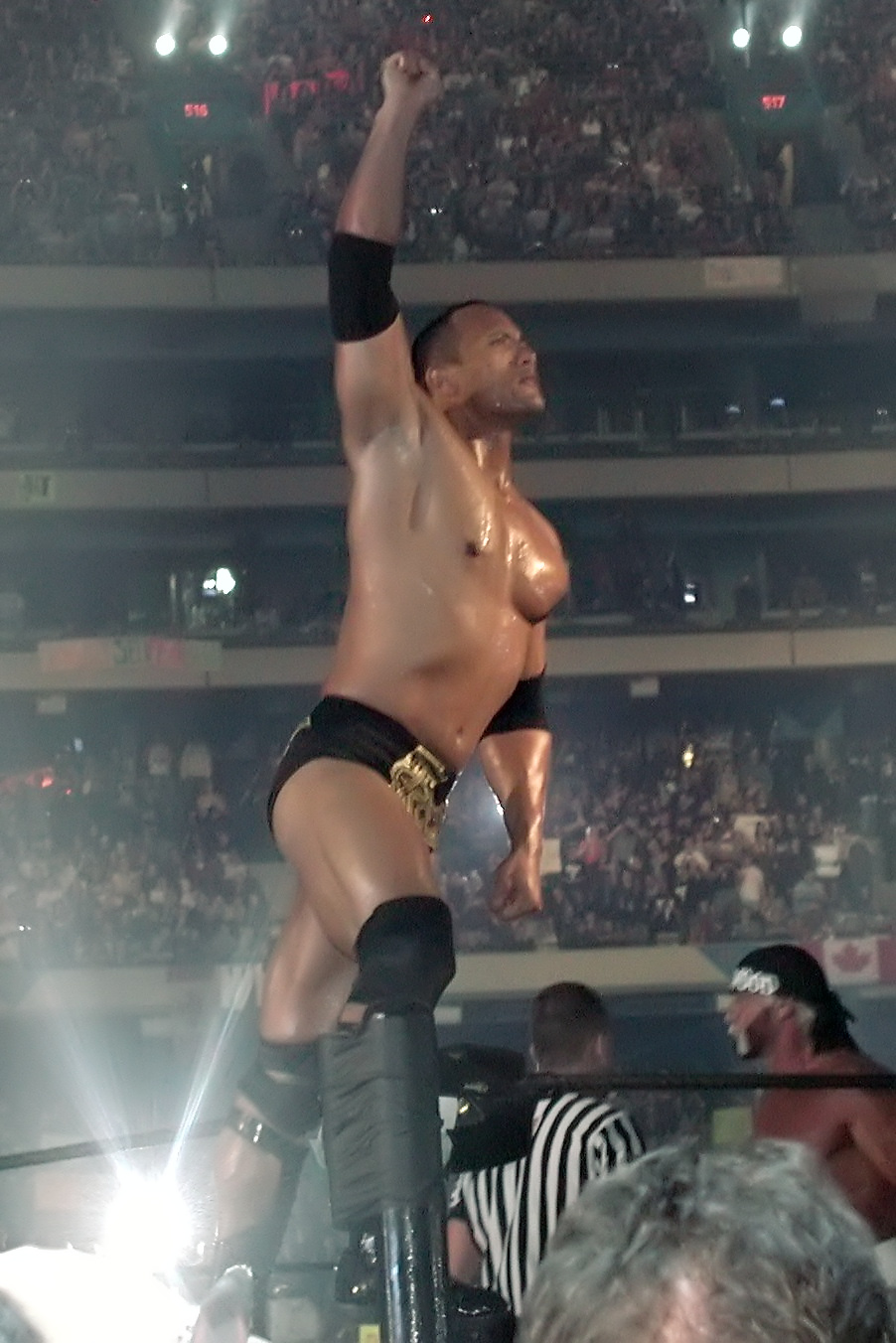
The Rock en 2002.

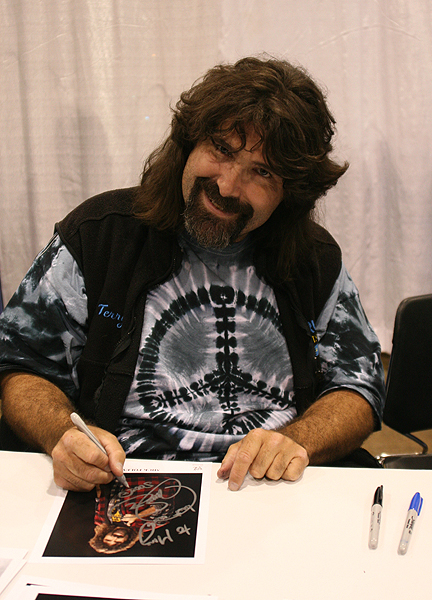
Mick Foley.

Le 30 août 1999, la Rock 'N' Sock Connection était formée en heel .The Undertaker et le Big Show attaquaient The Rock à RAW, amenant The Rock à défier les deux pour un match. À cette époque, il était considéré comme un « suicide » de carrière d'affronter une telle équipe. Avec ça en tête, Mankind (qui récemment commençait à utiliser une chaussette appelée Mr. Socko dans le cadre de sa gimmick) demandait à son ancien ennemi s'il pouvait l'aider dans son combat avec l'Undertaker et Big Show. The Rock réticent acceptait, et plus tard cette soirée, les deux récupéraient les Titres par équipe de l'Undertaker et du Big Show quand ils battaient le Big Show après un double People's Elbow.
Ils perdaient les ceintures le 7 septembre dans un Buried Alive match contre l'Undertaker et Big Show, quand Triple H intervenait. Cependant, Triple H n'aidait pas vraiment l'Undertaker, comme il frappait The Big Show avec son sledgehammer.
Le 20 septembre, la Rock 'N' Sock Connection récupérait de nouveau les titres dans un Dark Side Rules match contre The Big Show, Mideon, et Viscera (The Undertaker dans le kayfabe ne se sentait pas bien pour aller dans ce match alors ils prenaient sa place, faisant ainsi du match un deux contre trois). Trois jours plus tard à SmackDown, les New Age Outlaws se réunissaient et défiaient la Rock N' Sock Connection pour les titres, dans un match que les Outlaws remportaient. 
Quelques jours plus tard, Mick Foley aidait WWF Raw à décrocher l'un des meilleurs ratings de son histoire dans un segment qui le comprenait lui (en tant que Mankind) et The Rock. Le segment « This is Your Life » était diffusé le 27 septembre 1999, et recevait un rating de 8.4. The Rock disait qu'il était fatigué de lui, qu'il n'aimait pas cette équipe Rock 'N' Sock, pas plus que d'entendre Mankind voler ses catchphrases pendant des promos. Mankind suppliait The Rock de faire équipe avec lui pour un soir de plus sans lui dévoiler leurs adversaires. 
Ils finissaient par défier les New Age Outlaws pour les titres le 14 octobre 1999. Ce soir là, la Rock 'N' Sock Connection remportaient les titres par équipe pour une troisième fois, ce qui signifiait qu'ils devaient continuer à faire équipe ensemble pour défendre les ceintures. Quatre jours plus tard à SmackDown!, avant leur défense de titres contre les Holly Cousins, Mick Foley donnait au Rock une copie dédicacée de son livre, Have a Nice Day!, mais plus tard il la retrouvait dans la poubelle. Mick confrontait The Rock et l'accusait d'avoir jeté en l'air le travail de toute une vie. Plus tard cette soirée, pendant leur match, un Mankind vexé refusait de participer au combat et restait assis sur les escaliers, dos au ring, alors que Hardcore et Crash Holly battaient The Rock pour les titres.
The Rock et Mankind débutaient une rivalité ensemble, jusqu'à ce que Foley découvre que c'était son meilleur ami, Al Snow qui avait jeté son livre à la poubelle car il contenait beaucoup de blagues d'Al Snow.

## Réunions
La Rock 'N' Sock se réunissait plus tard pour s'en prendre à la McMahon-Helmsley Faction. Ils faisaient équipe ensemble jusqu'à ce que Foley prenne sa retraite du ring en mars 2000 et que The Rock commence une carrière d'acteur.
En 2004, la Rock 'N' Sock Connection se réunissait à WrestleMania XX pour affronter les membres de l'Evolution Randy Orton, Ric Flair et Batista dans un match handicap 3 contre 2. Mais la Rock 'N' Sock Connection perdait le match à cause d'un RKO de la part de Randy Orton sur Foley.
Lors du dernier Raw avant les Survivor Series (2011), Mick Foley effectue son retour à la WWE en effectuant son segment "This is your life" à John Cena. À la fin du segment, The Rock arriva et effectua son Rock Bottom sur Foley. Il écrira sur Twitter plus tard que c'est sa façon de lui souhaiter un bon retour.

## Prises de finition et favorites
- Double People's Elbow[1] (les deux membres exécutent un elbow drop de grand impact)

## Palmarès
- World Wrestling Federation
  - 3 fois Champion par équipe de la WWF en 1999[3]